# Воробьёвка (Кировоградская область)
Воробьёвка (укр. Вороб'ївка) — село в Добровеличковской поселковой общине Новоукраинского района Кировоградской области Украины.
Население по переписи 2001 года составляло 161 человек. Почтовый индекс — 27025. Телефонный код — 5253. Занимает площадь 1,02 км². Код КОАТУУ — 3521780803.

## История
В 1946 году указом ПВС УССР село Ляхово переименовано в Воробьёвку.
До 2020 года село входило в Добровеличковский район